# Elidiano Marques
Elidiano Marques Lima (Ibirité, 14 de marzo de 1982) es un futbolista de Brasil que actualmente juega para el AEL Limassol de la máxima división chipriota.

## Carrera
Inició su carrera profesional en el Social Futebol Clube de Brasil en el 2007, luego de lo cua se mudó a Bulgaria y se unió al Belasitsa Petrich de dicho país. Luego de tener un muy buen papel ahí fue transferido al CSKA de Sofía, para luego pasar en el 2009 al Cherno More.
Marcó su primer gol en el CSKA en un partido contra el OFC Sliven 2000.

## Clubes
| Club                  | País     | Año        |
| --------------------- | -------- | ---------- |
| Social Futebol Clube  | Brasil   | 2007       |
| PFC Belasitsa Petrich | Bulgaria | 2007-2008  |
| CSKA Sofia            | Bulgaria | 2007- 2009 |
| Cherno More Varna     | Bulgaria | 2009-2010  |
| Limassol              | Chipre   | 2011 -     |